# 桑布盧郡

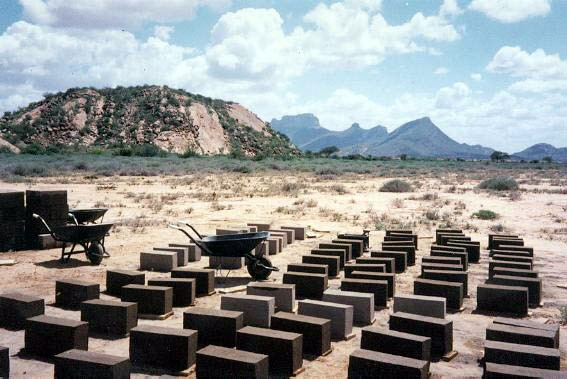

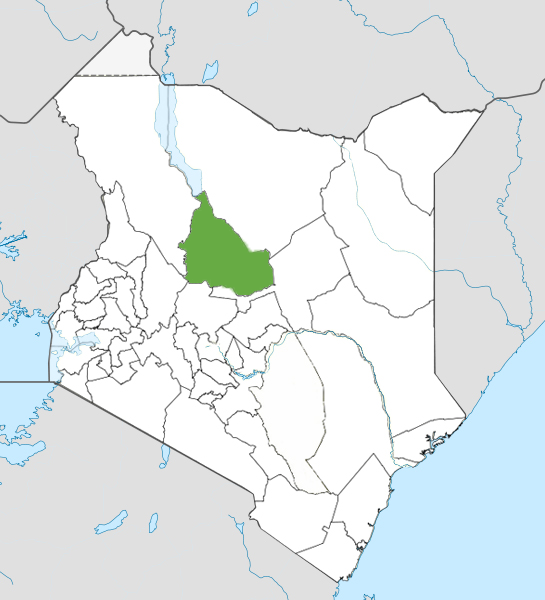

桑布盧郡，是肯尼亞的一個郡，位於該國西部，由裂谷省負責管轄，首府設於馬臘拉爾，始建於2013年3月4日，面積20,182.5平方公里，2009年人口223,947，人口密度每平方公里11.10人。